# Richard Dawkins Foundation for Reason and Science
De Richard Dawkins Foundation for Reason and Science (RDFRS of RDF) is een non-profitorganisatie die in 2006 is opgericht door de Britse bioloog Richard Dawkins.

## De Stichting
In het Verenigd Koninkrijk zijn de gemachtigden Richard Dawkins en Claire Enders, in de Verenigde Staten is dat J. Anderson Thomson. De uitvoerend directeur is de in Washington D.C. wonende psychologe dr. R. Elisabeth Cornwell, initiator van de Out Campaign en Non-Believers Giving Aid. De Britse tak van de Foundation is geregistreerd onder Charity Number 1119952. In de Verenigde Staten heeft het 501(c)(3)-status, EIN #98-0499347.
De RDFRS stelt zich onder andere als doel het financieren van psychologisch onderzoek naar geloof en religie en wetenschappelijke onderwijsprogramma's en het bekendmaken en steunen van seculiere charitatieve organisaties.
De theïstische auteur Marion Ledwig suggereert dat de organisatie mogelijk is opgezet als atheïstische tegenhanger van de John Templeton Foundation, een organisatie die Dawkins publiekelijk heeft bekritiseerd, voornamelijk in zijn boek God als misvatting vanwege het corrumperen van de wetenschap. Voordat hij God als misvatting had geschreven, riep Dawkins in een TED-toespraak een 'anti-Templeton' op om naar voren te treden. Hierbij zei hij dat, indien zijn boeken beter zouden verkopen, hijzelf het initiatief hiertoe zou nemen.

## Belastingen
Op 14 september 2007 werd de non-profitstatus van de Foundation goedgekeurd in de Verenigde Staten en het Verenigd Koninkrijk. Voor de Verenigde Staten houdt dit in dat de belastingbetaler die aan de RDFRS doneert het recht heeft op een belastingteruggaven van de IRS. Donateurs in het Verenigd Koninkrijk kunnen door middel van een gift aid-formulier de Foundation in staat stellen de door hen betaalde betasting op de donatie terug te krijgen.
Dawkins vond het verkrijgen van de status belastingvrije status een lastig proces. In een voetnoot in zijn in 2009 uitgekomen boek, Het grootste spektakel ter wereld klaagt hij erover dat de belastingvrije status eenvoudig te verkrijgen is voor religieuze organisaties, maar dat aan niet-religieuze organisaties allerlei eisen worden gesteld om aan te tonen dat zij het stempel waardig zijn. Ondanks dat hij erin is geslaagd deze status te verkrijgen, beschrijft hij de onderhandelingen als "langdurig" en "extreem kostbaar". Hij citeert een brief van de Britse Charity Commission waarin staat "Het is niet duidelijk hoe vooruitgang in de wetenschap bijdraagt aan de mentale en morele verbetering van het publiek. Gelieve ons te voorzien van bewijs hiervan of uit te leggen hoe dit gelieerd is aan de vooruitgang van humanisme en rationalisme." Hij zet dit antwoord tegenover dat aan religieuze organisaties, waarvan hij zegt dat wordt aangenomen dat zij de mensheid bevoordelen zonder dat hiervoor bewijs wordt geleverd, zelfs wanneer zij wetenschappelijke onwaarheden propageren, zoals in een aantal gevallen aan de orde is.

## Activisme
In maart 2009 droeg Dawkins de Amerikaanse tak van de Richard Dawkins Foundation for Reason and Science op om $5.000 te doneren aan Oklahomans for Excellence in Science Education. Dit gebeurde als reactie op voorgestelde anti-evolutieresoluties door Todd Thomson, Afgevaardigde van de staat Oklahoma, die ook een bezoek van Dawkins aan Oklahoma veroordeelde.
In december 2009 zette de RDFRS zich in om $100.000 aan fondsen te verwerven. Als reactie op de aardbeving in Haïti in 2010 begon de Foundation met Non-Believers Giving Aid, waarmee het naar eigen zeggen $500.000 heeft opgehaald om te doneren aan Artsen zonder Grenzen en het Rode Kruis voor noodhulp.
In maart 2011 zette de RDFRS samen met de Freedom from Religion Foundation het Clergy Project op, een vertrouwelijke online gemeenschap die mensen helpt die van hun geloof willen afstappen.
In 2013 deelde de officiële Facebookpagina van de RDFRS abusievelijk een fictief nieuwsbericht dat beweerde dat de Paus het illegaal had gemaakt om seksueel misbruik bij kinderen te melden.